# Método de Newton em otimização

Uma comparação entre o método do gradiente (verde) e método de Newton (vermelho) para minimizar uma função (considerando passos pequenos). O método de Newton utiliza informações de curvatura (ou seja, a segunda derivada) para seguir uma rota mais direta.

Em cálculo numérico, o método de Newton (também chamado de Newton-Raphson) é um método iterativo para encontrar as raízes de uma função diferenciável f, que são soluções para a equação f (x) = 0 . Dessa forma, pode-se aplicar o método de Newton à derivada f ′ de uma função f duas vezes diferenciável para encontrar as raízes da derivada (soluções para f ′(x) = 0), também conhecidas como pontos críticos de f. Essas soluções podem ser mínimos, máximos ou pontos de sela. Isto é relevante nos problemas de otimização, nos quais se deseja encontrar mínimos (ou máximos) de uma função objetivo.

## Método de Newton
No contexto da otimização, o método de Newton pode ser usado para minimizar funções estritamente convexas, ou para maximizar funções estritamente côncavas. Consideremos primeiro o caso de funções de uma única variável real. Em seguida, consideraremos o caso de funções multivariáveis, mais geral e mais útil na prática.
Dada uma função duas vezes diferenciável {\displaystyle f:\mathbb {R} \to \mathbb {R} }, buscamos resolver o problema de otimização irrestrito:
{\displaystyle \min _{x\in \mathbb {R} }f(x).}
O método de Newton tenta resolver este problema construindo uma sequência {\displaystyle \{x_{k}\}} a partir de uma estimativa inicial (ponto de partida) {\displaystyle x_{0}\in \mathbb {R} }. Se a função é estritamente convexa, isto é, se sua segunda derivada é sempre positiva, espera-se que essa sequência convirja para um minimizador {\displaystyle x^{*}} de {\displaystyle f}. Em cada iteração, a função é aproximada por seu polinômio de Taylor de segunda ordem, em torno do ponto atual {\displaystyle x_{k}}:
{\displaystyle f(x_{k}+t)\approx f(x_{k})+f'(x_{k})\,t+{\frac {1}{2}}\,f''(x_{k})\,t^{2}.}
O próximo termo da sequência, {\displaystyle x_{k+1}}, é definido de modo a minimizar esta aproximação quadrática em {\displaystyle t}. Quando a função é convexa, essa expressão define uma parábola convexa, que possui um único ponto de mínimo. Ele pode ser obtido igualando a zero a derivada da expressão em relação a {\displaystyle t}:
{\displaystyle f'(x_{k})+f''(x_{k})\,t^{*}=0\;{\Leftrightarrow }\;t^{*}=-{\frac {f'(x_{k})}{f''(x_{k})}};}
{\displaystyle x_{k+1}=x_{k}+t^{*}=x_{k}-{\frac {f'(x_{k})}{f''(x_{k})}}.}

## Interpretação geométrica
A interpretação geométrica do método de Newton é que, a cada iteração, equivale ao ajuste de uma parábola ao gráfico de {\displaystyle f(x)}, em torno do valor atual {\displaystyle x_{k}}, tendo a mesma inclinação (primeira derivada) e curvatura (segunda derivada) da função original naquele ponto. Então, move-se até o mínimo (ou máximo) dessa parábola. Em dimensões superiores, faz-se o ajuste de um paraboloide à curva da função original, seguindo o mesmo procedimento. Em dimensões superiores, caso o método seja aplicado a funções que não sejam estritamente convexas nem estritamente côncavas, além de pontos de mínimo ou de máximo, os pontos de derivada nula do paraboloide ajustado podem corresponder a pontos de sela. Observe que se {\displaystyle f} for uma função quadrática, então o ponto crítico (mínimo, máximo ou ponto de sela) exato é encontrado em uma única iteração.

## Dimensões superiores
O esquema iterativo acima pode ser generalizado para {\displaystyle d>1} dimensões substituindo a derivada pelo vetor gradiente{\displaystyle (\mathbf {f'} (\mathbf {x} )=\mathbf {\nabla f} (\mathbf {x} )=\mathbf {g_{f}} (\mathbf {x} )\in \mathbb {R} ^{d})}, e o inverso da segunda derivada pela inversa da matriz hessiana {\displaystyle (\mathbf {f''} (\mathbf {x} )=\mathbf {\nabla ^{2}f} (\mathbf {x} )=\mathbf {H_{f}} (\mathbf {x} )\in \mathbb {R} ^{d\times d})}. Obtém-se assim o esquema iterativo:
{\displaystyle f(\mathbf {x_{k}} +\mathbf {t} )\approx f(\mathbf {x_{k}} )+[\mathbf {f'} (\mathbf {x_{k}} )]^{T}\,\mathbf {t} +{\frac {1}{2}}\,\mathbf {t} ^{T}\,[\mathbf {f''} (\mathbf {x_{k}} )]\,\mathbf {t} \,{;}}
{\displaystyle \mathbf {f'} (\mathbf {x_{k}} )+[\mathbf {f''} (\mathbf {x_{k}} )]\,\mathbf {t^{*}} =\mathbf {0} \Leftrightarrow \mathbf {t^{*}} =-[\mathbf {f''} (\mathbf {x_{k}} )]^{-1}\,\mathbf {f'} (\mathbf {x_{k}} )\,;}
{\displaystyle \mathbf {x_{k+1}} =\mathbf {x_{k}} -[\mathbf {f''} (\mathbf {x_{k}} )]^{-1}\,\mathbf {f'} (\mathbf {x_{k}} )\;.}
Frequentemente, o método de Newton é modificado para incluir um pequeno tamanho de passo {\displaystyle 0<\gamma \leq 1} em vez de {\displaystyle \gamma =1}:
{\displaystyle \mathbf {x_{k+1}} =\mathbf {x_{k}} -\gamma \,[\mathbf {f''} (\mathbf {x_{k}} )]^{-1}\,\mathbf {f'} (\mathbf {x_{k}} )\;.}
Isso geralmente é feito para garantir que as condições de Wolfe (ou a condição de Armijo) sejam satisfeitas em cada iteração do método. Para tamanhos de passo menores que 1, o método é frequentemente chamado de método de Newton relaxado ou amortecido.

## Convergência
Se {\displaystyle f:\mathbb {R} ^{d}\to \mathbb {R} } for uma função fortemente convexa com hessiana Lipschitz contínua, então, dado um ponto {\displaystyle \mathbf {x_{0}} } suficientemente próximo da solução única {\displaystyle \mathbf {x^{*}} =\arg \min f(\mathbf {x} )}, a sequência {\displaystyle \{\mathbf {x_{0}} ,\mathbf {x_{1}} ,\mathbf {x_{2}} ,\dots \}}, gerada pelo método de Newton, converge para a {\displaystyle \mathbf {x^{*}} }, com uma taxa de convergência quadrática.

## Calculando a direção de Newton
Computar a inversa da hessiana em dimensões altas para calcular a direção de Newton {\displaystyle \mathbf {t^{*}} =-[\mathbf {f''} (\mathbf {x_{k}} )]^{-1}\,\mathbf {f'} (\mathbf {x_{k}} )} pode ser uma operação computacionalmente onerosa. Nesses casos, em vez de inverter diretamente a matriz, pode-se calcular o vetor {\displaystyle \mathbf {t^{*}} } como a solução do sistema de equações lineares correspondente,
{\displaystyle [\mathbf {f''} (\mathbf {x_{k}} )]\,\mathbf {t^{*}} =-\mathbf {f'} (\mathbf {x_{k}} )\,,}
que pode ser resolvido por diversos métodos, diretos ou iterativos. Parte desses métodos são aplicáveis apenas a certos tipos de equações, por exemplo, a fatoração de Cholesky e o método do gradiente conjugado só podem ser usados se {\displaystyle \mathbf {f''} (\mathbf {x_{k}} )} for uma matriz definida positiva.
Portanto, se o problema abordado tiver uma matriz hessiana indefinida (o que ocorre se a função não for nem estritamente convexa, nem estritamente côncava), métodos mais gerais devem ser usados para solucionar os sistemas lineares, por exemplo, a fatoração LU. Nestes casos, o método de Newton fornece pontos de sela dos paraboloides ajustados (ao invés de mínimos ou máximos).
Existem também vários métodos quase-Newton, nos quais uma aproximação para a matriz hessiana (ou diretamente para sua inversa) é construída avaliando mudanças no gradiente.
Se a hessiana estiver próxima de uma matriz singular, quer dizer, se seu número de condicionamento for elevado demais, a resolução numérica do sistema linear (em aritmética de ponto flutuante) pode produzir resultados muito imprecisos e o processo iterativo pode divergir. Nesses casos, algumas estratégias podem ser adotadas. Pode-se, por exemplo, modificar a hessiana adicionando uma matriz de correção {\displaystyle \mathbf {B_{k}} } de modo a fazer {\displaystyle \mathbf {f''} (\mathbf {x_{k}} )+\mathbf {B_{k}} } definida positiva. Uma abordagem é definir {\displaystyle \mathbf {B_{k}} } de forma que todo autovalor menor ou igual a zero da matriz hessiana original seja transformado num pequeno valor positivo {\displaystyle \epsilon >0}.
Uma abordagem explorada no algoritmo Levenberg-Marquardt (que usa uma matriz hessiana aproximada) é adicionar à hessiana uma matriz proporcional à matriz identidade, {\textstyle \mu \,\mathbf {I} }, com o coeficiente {\displaystyle \mu } ajustado a cada iteração conforme necessário. Para um valor {\displaystyle \mu } elevado (comparado com a ordem de grandeza dos autovalores da hessiana), o método de Newton se degenera no método de gradiente descendente, com tamanho de passo {\displaystyle 1/\mu }.

## Algumas ressalvas
O método de Newton, em sua versão mais básica, traz algumas ressalvas:
1. Não pode ser usado se a matriz hessiana for singular.
2. Pode convergir para um ponto de sela ao invés de para um mínimo local (caso a matriz hessiana seja invertível, mas indefinida, com autovalores negativos e positivos).
3. Pode não convergir se condições mínimas não forem satisfeitas (grau de convexidade da função a ser minimizada, proximidade do ponto de partida a um ótimo local, tamanho de passo suficientemente pequeno).